# Christian Vanasse
Pour les articles homonymes, voir Vanasse.
Christian Vanasse est un humoriste québécois. Il est né à Saint-Nazaire d'Acton, en Montérégie.

## Biographie
Membre des Zapartistes depuis 2001, il est aussi improvisateur à Ligue nationale d'improvisation (LNI) depuis 1998. Cette même année, il participe au premier Mondial d'impro Juste pour rire.
Il enseigne l’improvisation à l'École nationale de l'humour, et est coauteur et comédien dans divers projets humoristiques, dont un écrit en coopération avec Frédéric Savard : les Amants d'Esther, diffusé par deux stations de radio de 1996 à 2000.
Pendant quelques années, avec Christopher Hall, il a été chroniqueur humoristique 
à l'émission radiophonique Indicatif présent animée par Marie-France Bazzo, jusqu'à sa démission en décembre 2005 par solidarité avec François Parenteau.
En 2007, il a été candidat à une élection fédérale partielle dans Saint-Hyacinthe—Bagot, représentant le parti neorhino.ca. Il a été conseiller municipal de la municipalité de Saint-Jude.
En 2018, Christian Vanasse lance son premier spectacle solo «V pour Vanasse».

## Honneurs
- 2001 - Champion compteur de la Ligue nationale d'improvisation
- 2005 - Champion compteur de la Ligue nationale d'improvisation
- 2007 - Étoile de la saison de la Ligue nationale d'improvisation